# Geukensia
Geukensia is een geslacht van tweekleppigen uit de familie van de Mytilidae.

## Soorten
- Geukensia demissa (Dillwyn, 1817)
- Geukensia granosissima (G. B. Sowerby III, 1914)